# Rover (eksperimentalfilm)
|  | Denne artikel er oprettet af botten Steenthbot ud fra en ekstern database. Den kan derfor have sproglige fejl eller mangler. Denne skabelon kan fjernes efter kontrol af indholdet. |

 For alternative betydninger, se Rover. (Se også artikler, som begynder med Rover)
Rover er en dansk eksperimentalfilm fra 1985 instrueret af Jens Christian Top og efter manuskript af Jens Christian Top og Ole Andersen.

## Handling
Carl Lönrot studerer grundigt og forventningsfuldt de sidste nyheder. Han interesserer sig især for drabstilfælde. Er én af hans spejdere krediteret for mord? Navnet på offeret er uvurderlig information.